# 루키우스 유니우스 갈리오 안나이아누스
루키우스 유니우스 갈리오 안나이아누스 또는 루키우스 주니우스 갈리오 안나에아누스(Lucius Junius Gallio Annaeanus) 또는 갈리오(Gallio, 그리스어: Γαλλιων, Galliōn; c. 5 BC – c. AD 65)는 로마 상원의원이자 유명한 작가 세네카(Seneca)의 형제였다. 그는 고린도에서 사도 바울에 대한 고발을 일축한 것으로 가장 잘 알려져 있다.

## 인생
수사학자 세네카 장로(Seneca the Elder)의 아들이자 동생 세네카(Younger Seneca)의 형인 갈리오(본명: Lucius Annaeus Novatus)는 코르두바(Corduba, Cordova)에서 태어났다. 기원전 5년 그는 평판이 좋은 수사학자인 루키우스 유니우스 갈리오(Lucius Junius Gallio)에 의해 입양되었으며, 그에게서 유니우스 갈리오라는 이름을 따 왔다. 데 이라(De Ira)와 데 비타 비타(De Vita Beata)라는 논문을 그에게 헌정한 그의 형제 세네카는 시인 스타티우스(Statius, Silvae, ii.7, 32)도 암시한 그의 기질의 매력에 대해 이야기한다. 그는 동생과 함께 코르시카로 추방되었고 아그리피나(Agrippina)가 세네카를 네로(Nero)의 교사로 선택했을 때 함께 로마로 돌아갔을 가능성이 있다. 클라우디우스의 통치가 끝날 무렵, 갈리오는 새로 구성된 원로원 속주 아카이아의 총독이었으나 건강이 좋지 않아 몇 년 안에 그 자리를 사임할 수밖에 없었던 것으로 보인다. 그는 52년경 델포이 비문(Delphi Inscription)에서 클라우디우스에 의해 "나의 친구이자 총독"이라고 언급되었다.
갈리오는 50년대 중반에 충분하거나 교체된 영사였으며 카시우스 디오(Cassius Dio)는 그가 네로의 공연을 소개했다고 기록한다. 그의 형제인 세네카가 죽은 지 얼마 지나지 않아 갈리오(타키투스에 따르면, Ann. 15.73)는 상원에서 살리에누스 클레멘스(Salienus Clemens)에 의해 공격을 받았는데, 그는 살리에누스 클레멘스를 "살해자이자 공공의 적"이라고 비난했지만 상원은 만장일치로 살리에누스에게 호소했다. 그는 이 유예 기간을 오래 견디지 못했다. 그의 둘째 형제 안나우스 멜라(Annaeus Mela)가 음모에 연루된 혐의를 받은 후 혈관을 열었을 때(Tacitus, Ann. 16.17), 갈리오는 서기 65년에 지시에 따라 자살한 것으로 추정된다.

### 갈리오와 사도 바울
사도행전에 따르면 갈리오가 아케아 총독으로 있을 때 사도 바울이 모세의 율법을 범했다는 고발을 받아 회당장 소스데네에 의해 그 앞에 끌려왔다. 그러나 갈리오는 유대인과 유대 기독교인 사이의 종교 분쟁에 대해 무관심했다. 그러므로 그는 바울에 대한 혐의를 기각하고(denegatio actionis) 그와 유대인을 법정에서 쫓아냈다(사도행전 18:12-17).
갈리오의 임기는 AD 51-52 사이로 상당히 정확하게 날짜를 지정할 수 있다. 그러므로 사도행전 18장의 사건들은 이 기간으로 거슬러 올라갈 수 있다. 이것은 바울의 생애에서 가장 정확하게 알려진 연대라는 점에서 의미심장하다.
 본 문서에는 현재 퍼블릭 도메인에 속한 브리태니커 백과사전 제11판의 내용을 기초로 작성된 내용이 포함되어 있습니다.

## 같이 보기
- 러디어드 키플링